# Zalessie (rejon oktiabrski)
Zalessie (biał. Залессе; ros. Залесье, Zaleśje) – wieś na Białorusi, w obwodzie homelskim, w rejonie oktiabrskim, w sielsowiecie Oktiabrski, przy linii kolejowej Bobrujsk – Rabkor.